# Gloriet (Poděbrady)
Gloriet v Poděbradech je klasicistní vyhlídkový altán vystavěný v první polovině 19. století na terase nad řekou Labe (nyní Labské nábřeží). Jeho součástí jsou terasy s vinným sklepem. Původně patřil k již zaniklému statku. Od roku 1901 je součástí zahrady evangelické fary a jeho vlastníkem je Farní sbor Českobratrské církve evangelické v Poděbradech. Altán je jedinou zachovanou stavbou svého druhu v Poděbradech a širokém okolí.
Gloriet je s přilehlými terasami chráněn jako kulturní památka. Dle památkového katalogu Národního památkového ústavu se jedná o ojedinělý typ glorietu, který je hodnotný architektonicky i urbanisticky.
Budova prošla za dobu své existence dvěma opravami. V druhé dekádě 21. století bylo zjištěno hrozící celkové narušení její statiky. Vlastník objektu shromažďuje prostředky potřebné k rekonstrukci. První etapa rekonstrukce proběhla na podzim 2017.

## Historie

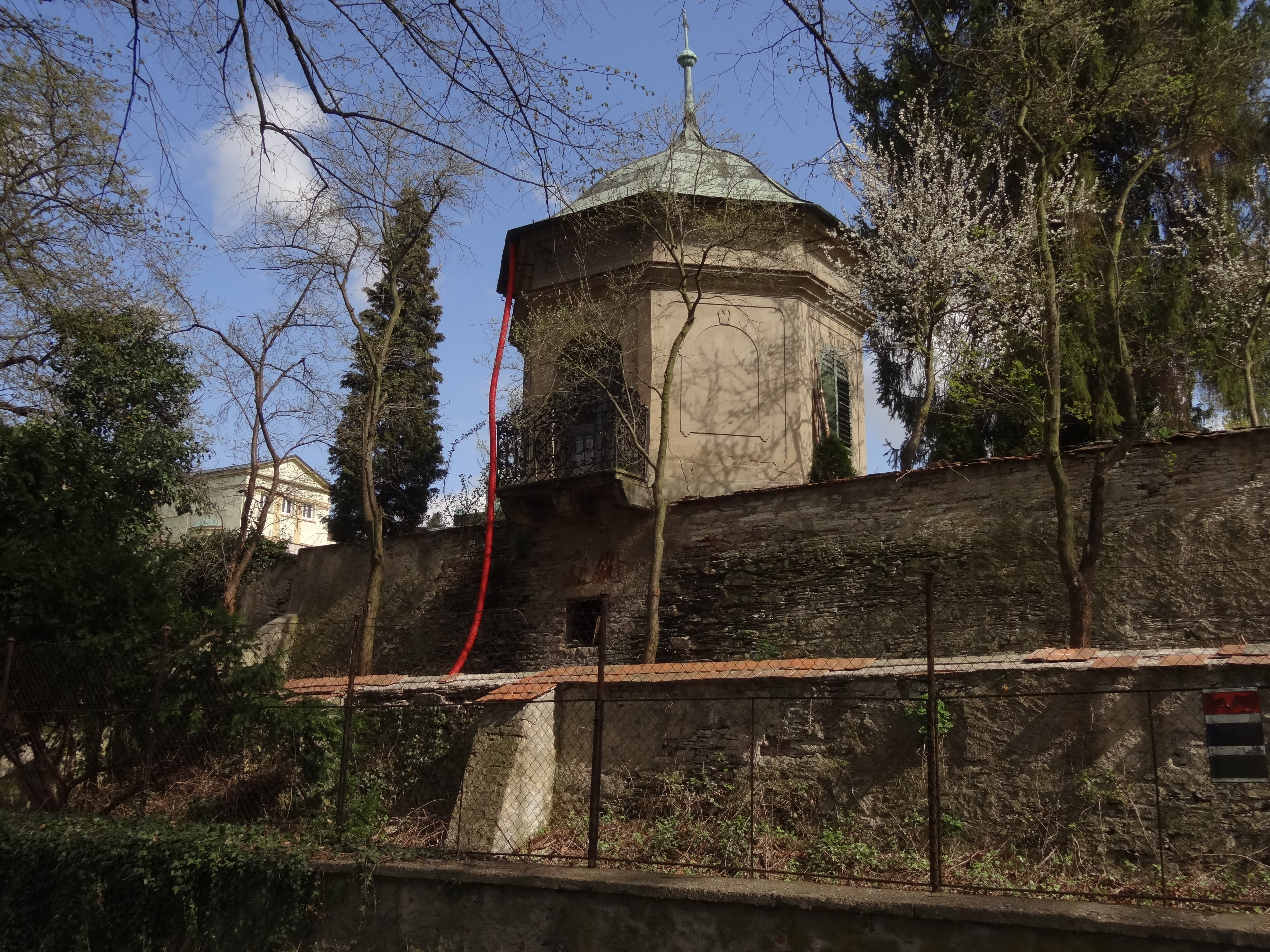
Altán Gloriet a přilehlé terasy těsně před opravou

Na poděbradském nymburském předměstí byl po husitských válkách založen větší hospodářský dvůr sloužící k zásobování hradu. Roku 1786 vrchnost (vlastníkem byl král Josef II.) rozhodla o rozparcelování a rozprodání pozemků tohoto dvora. V roce 1809 koupila přední část dvora směrem k Labi Veronika (Weronika) Ulrychová, manželka panského sládka Fridricha Ulrycha. Její manžel v letech 1818–1820 vybudoval statek, zahrnující přízemní obytný dům čp. 16 s barokizující bránou a další hospodářské budovy. Nad řekou zřídil zahradu s terasami osázenými vinohradem, na jejichž vrcholu vznikl vyhlídkový altán. Fridrich Ulrych nechal gloriet vystavět pro potěšení své milované ženy a pro sebe do areálu zahrnul také vinný sklep.
Stavitel Glorietu Fridrich Ulrych roku 1832 zemřel na choleru. Usedlost zůstala v držení jeho ženy Veroniky, zemřelé roku 1847. Dvorec následně převzal jejich syn František Ulrych s manželkou Jindřiškou, kteří měli děti Františka, Veroniku Karolínu (provdanou za Tomáše Bláhu) a Čeňka. Později se dvorce ujal Bláha, který však později kvůli dluhům spáchal sebevraždu.
Roku 1875 statek v nucené dražbě koupil poděbradský měšťan Josef Jungl. Roku 1901 jej od Junglových dědiců koupil farní sbor evangelické církve helvetského vyznání. Gloriet tak stojí ve farní zahradě v těsném sousedství funkcionalistické fary a kostela vzniklého přestavbou původního obytného stavení Ulrychových. Během různých akcí (například Noc kostelů) je zpřístupňován veřejnosti. Bezprostřední okolí altánu se výrazně proměnilo, řeka byla regulována a na vzniklém pásu zeleně (ulice Labské nábřeží) vede pod vzrostlými stromy frekventovaná cyklostezka.

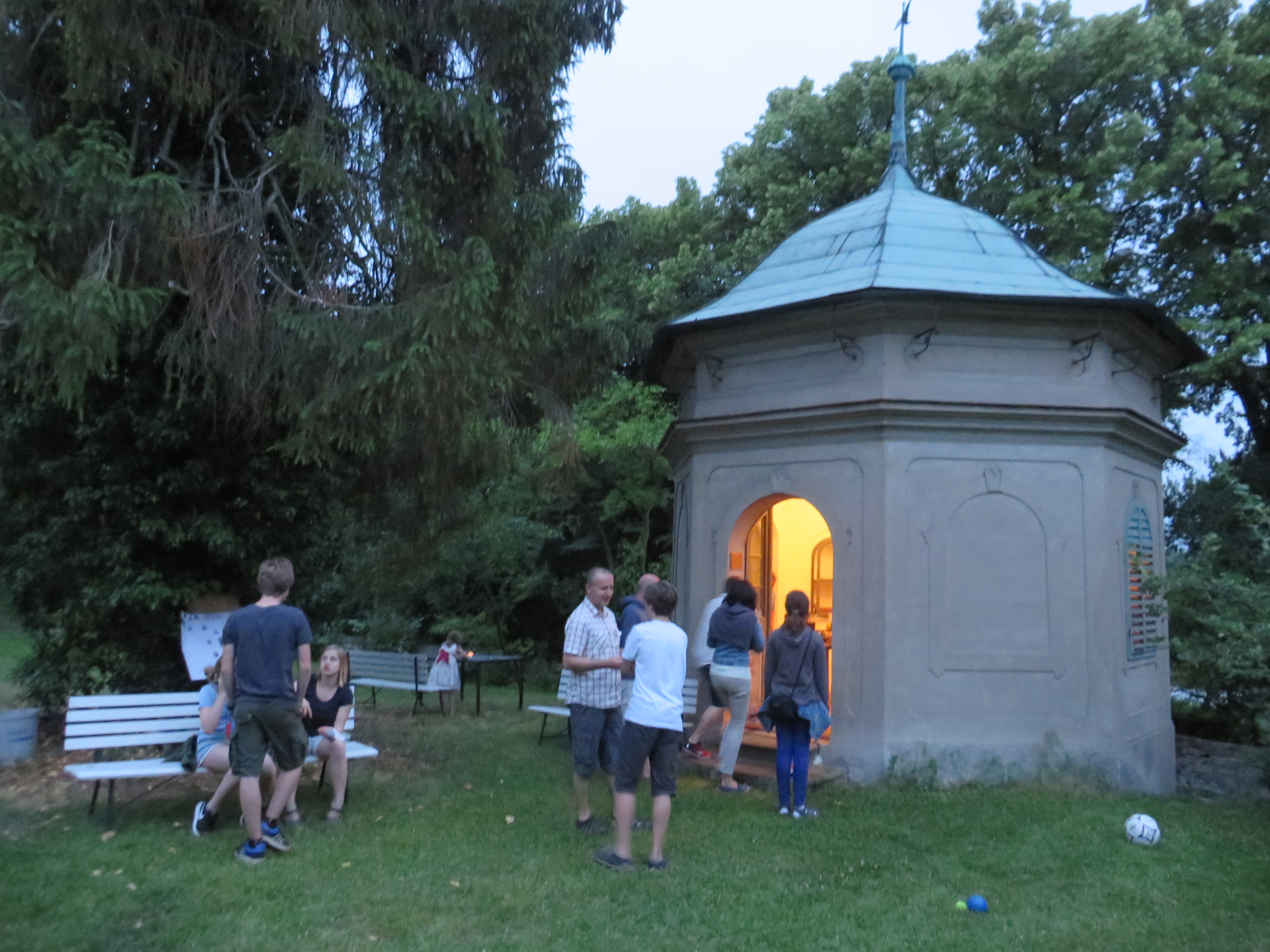
Gloriet zpřístupněný v rámci akce Noc kostelů 2017

Roku 1965 byl Gloriet prohlášen za kulturní památku. Roku 1968 bylo při revizi památek zjištěno, že gloriet je v tak špatném stavu, že hrozila jeho demolice. Navzdory nedostatku financí se sboru v 70. letech podařila jeho záchrana. Stav stavby se ale opět postupně zhoršoval. Došlo k degradaci zdiva a poklesu stěny altánu napojené na opěrnou zeď. Dále se ukázalo, že stavbu poškozuje nedostatečný odtok srážkové vody a její základy byly založeny v nedostatečné hloubce. Po zjištění, že altánu hrozí celkové narušení statiky, majitel roku 2015 začal hledat prostředky na rekonstrukci, která musela být rozdělena do tří dílčích etap (samotný Gloriet, schodiště a terasy pod ním a konečně zbývající části teras). Prostředky na první etapu byly získány z dotací, veřejné sbírky a série benefičních kulturních akcí, jejichž hlavní část se odehrála roku 2017 v rámci cyklu „Rok pro Gloriet“ (koncerty, přednášky a jiné). Pomyslným vyvrcholením Roku pro Gloriet se v září 2017 stal benefiční festival „GlorietFest“. V jeho průběhu mimo jiné výtvarník Lukáš Kladívko na farní zahradě vytvořit prostorovou instalaci „Glory“.
První etapa rekonstrukce proběhla od září do prosince 2017. Mimo jiné byla opravena vypadlá klenba, vyřešen odvod dešťové vody, opravena fasáda, podlahy a renovovány okna, dveře i kovaná mříž balkónu.

## Popis

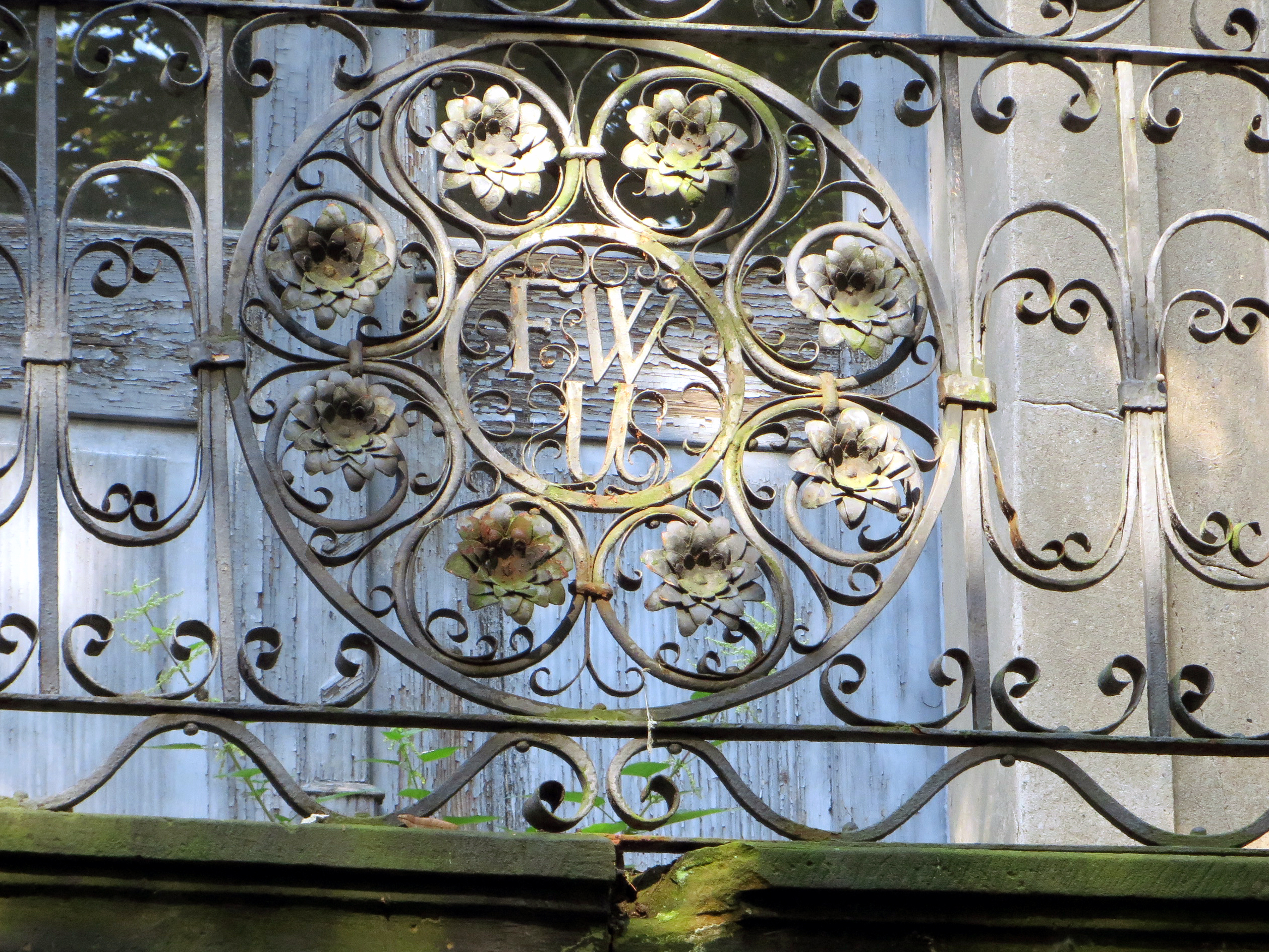
Kovaná mříž balkonu s iniciály FWU

Gloriet je dvoupodlažní stavba vystavěná v klasicistním slohu na dvou terasách. Vnější průměr stavby měří asi pět metrů. Má pravidelný osmiboký půdorys. Fasádu člení dvě nad sebou umístěné, bohatě profilované římsy a skutečná i slepá okna. Dále ji zdobí šambrány. Do horního patra se vstupuje dveřmi z farní zahrady. Patro má dřevěnou podlahu a je zaklenuté plackou. V místnosti jsou umístěna čtyři oblouková okna, opatřená žaluziovými okenicemi, a dva stejně velké výklenky. Není tam žádné původní vybavení. Proti vchodu se nacházejí dvoukřídlé dveře vedoucí na malý vyhlídkový balkon o rozměrech 130 × 70 cm. Ten zdobí umělecky kovaná mříž s iniciály stavitelů FWU. Střechu altánu tvoří nízká osmiboká kopule vrcholící korouhvičkou s malou makovicí. Na ní je osazena korouhev s letopočtem 1945. Spodní patro altánu tvoří malá místnost s nepravidelnou omítanou cihelnou klenbou. Ve zdi jsou umístěny výklenky a malé okénko, podlahu pokrývají pálené cihly. Místnost je přístupná schodištěm vedoucím přes terasy.
Společně s Glorietem byly postaveny také dvě kamenné terasy, na jejichž vrcholu stavba stojí. Terasy jsou vyzděny z opuky a kryty pískovcovými deskami. Zpevňují je dvě souběžné zdi, kterými prochází dvě schodiště. První schodiště s odpočívadlem vede ke glorietu. Jeho sloupky byly v minulosti ozdobeny dvěma čučky. Zadní schodiště zpřístupňuje vinný sklípek, vybudovaný uvnitř teras. Terasy byly původně osázeny vinnou révou. Vinice však později zanikla a výhled na řeku zakryly stromy.

## Galerie

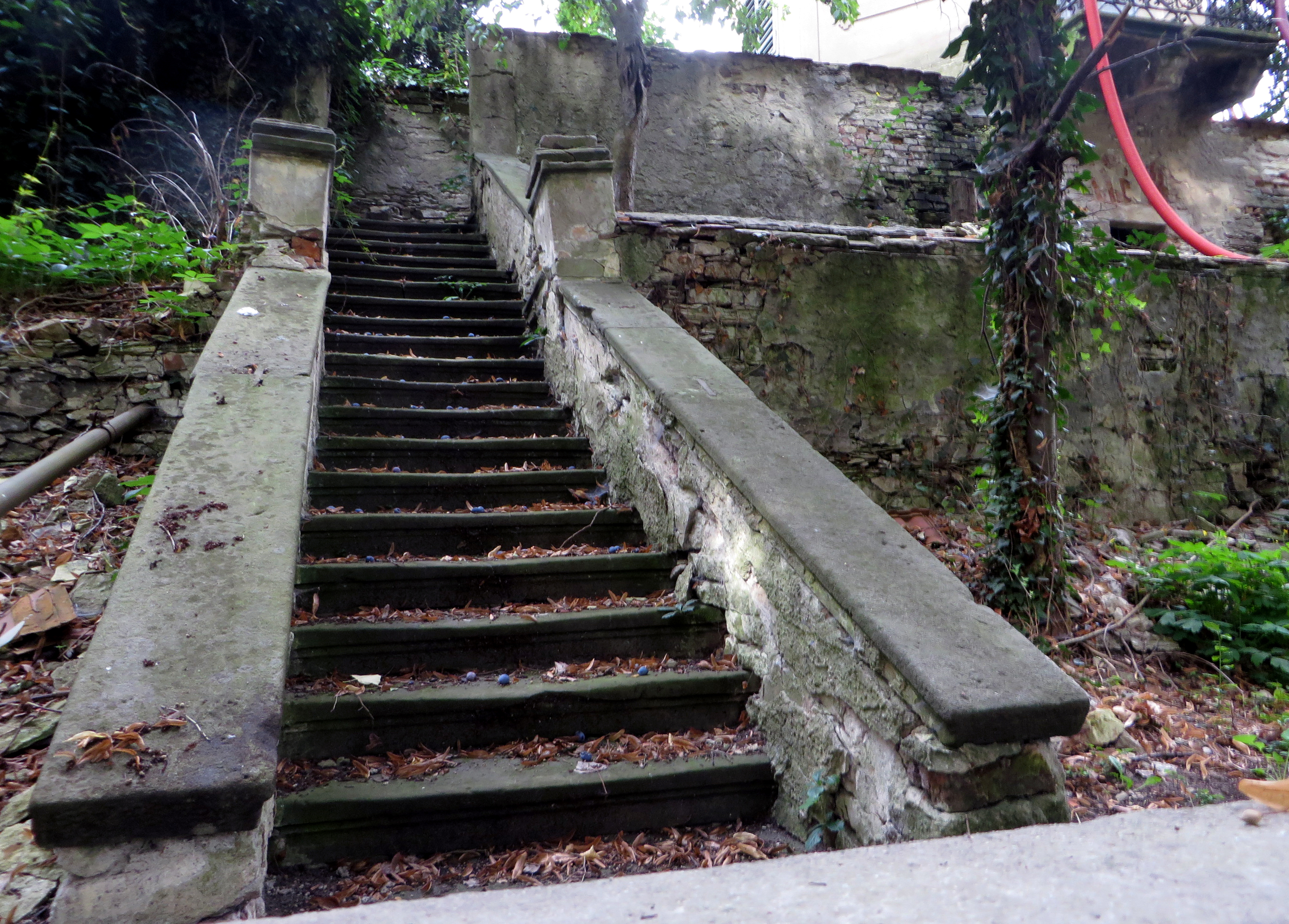
Detail schodiště
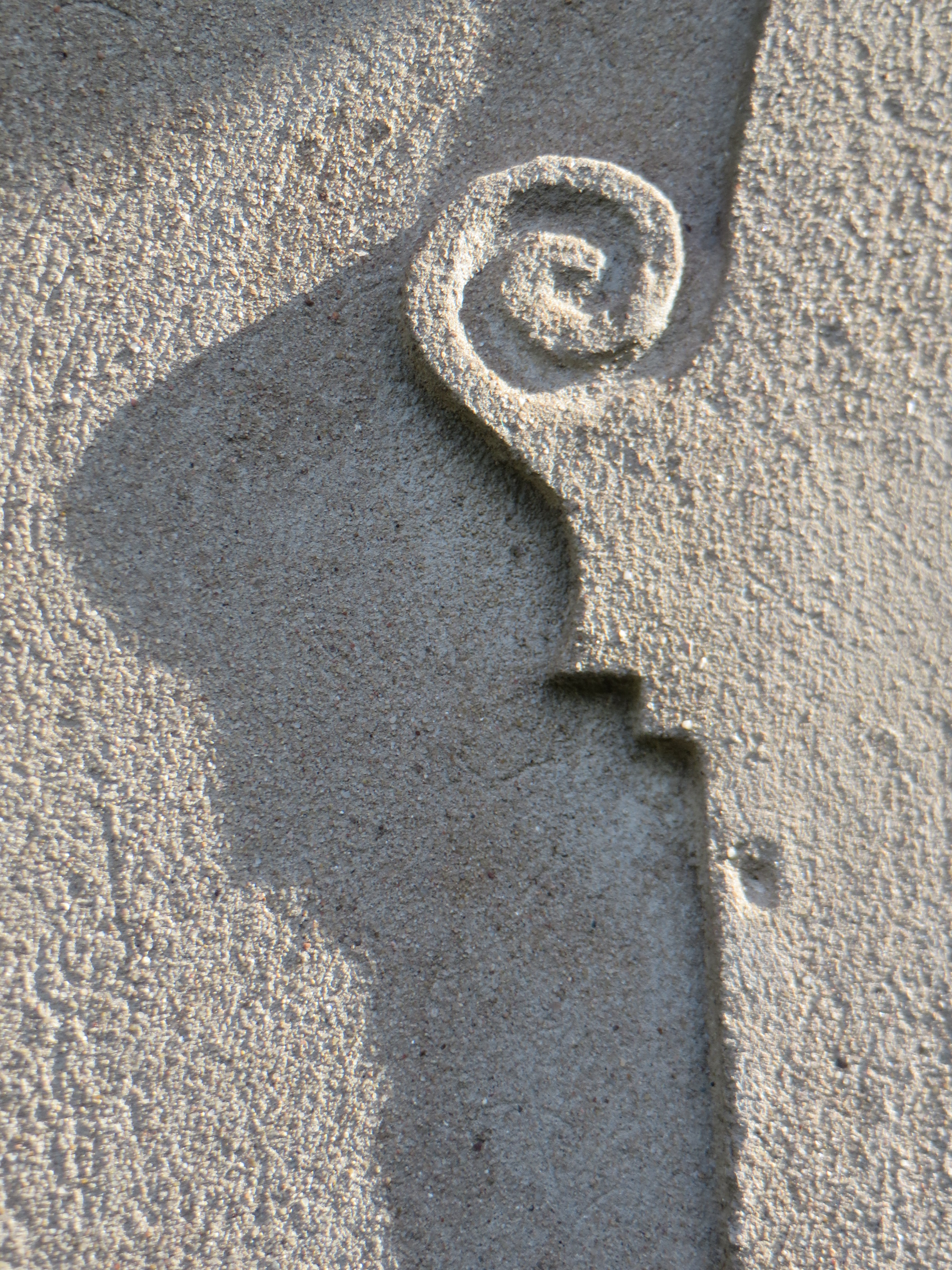
Detail fasády s volutou
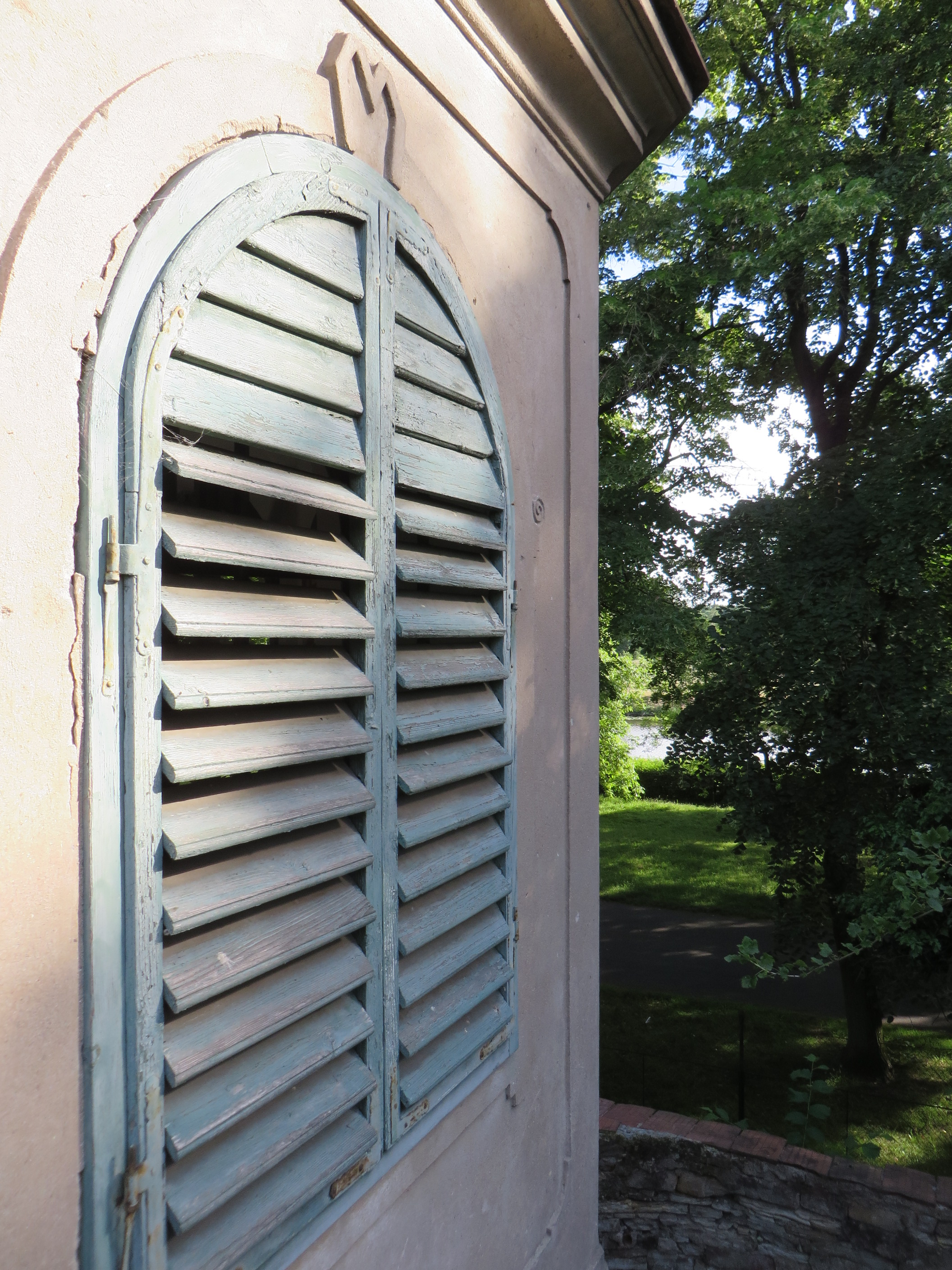
Detail okna
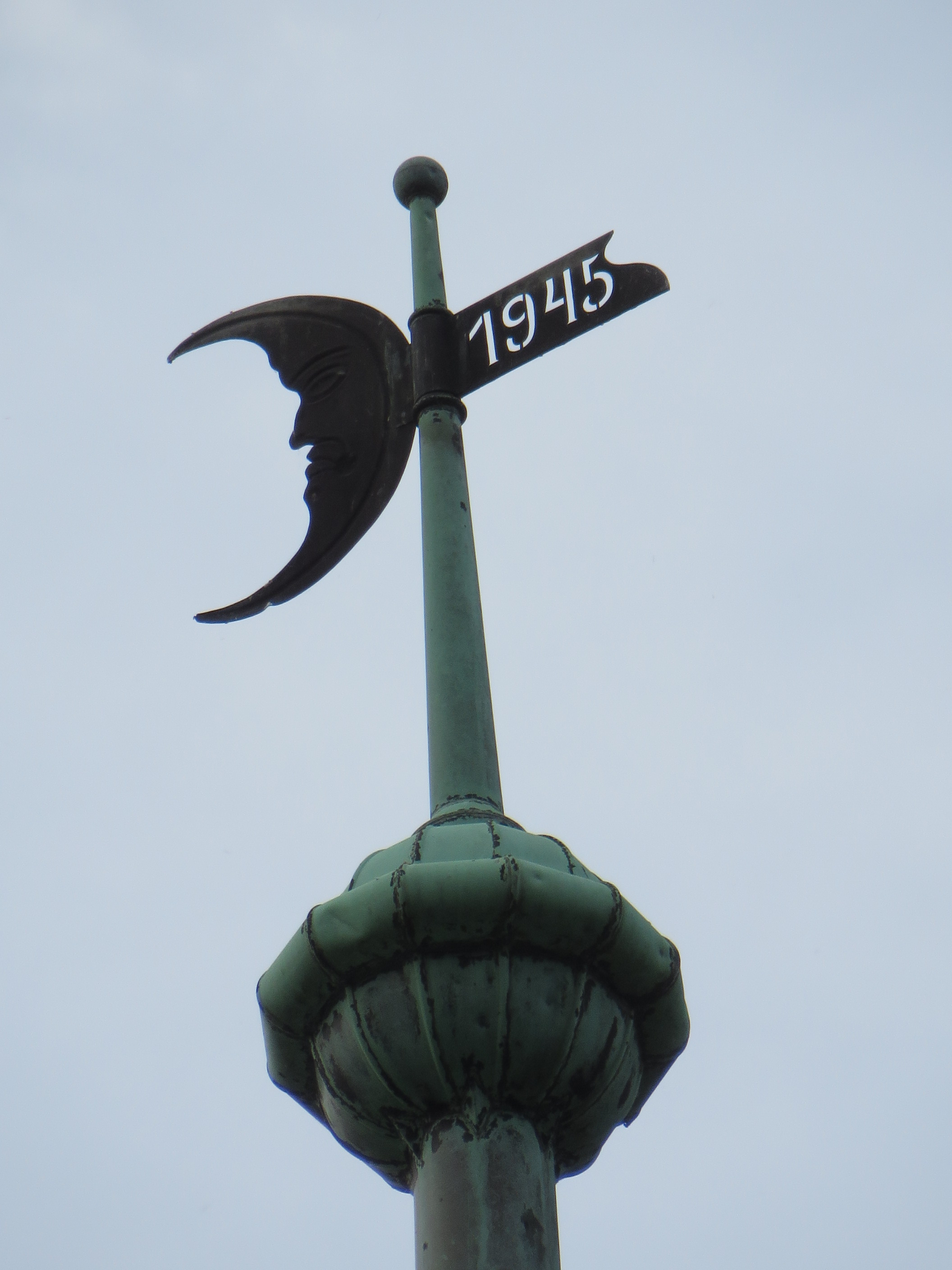
Detail makovice a korouhve
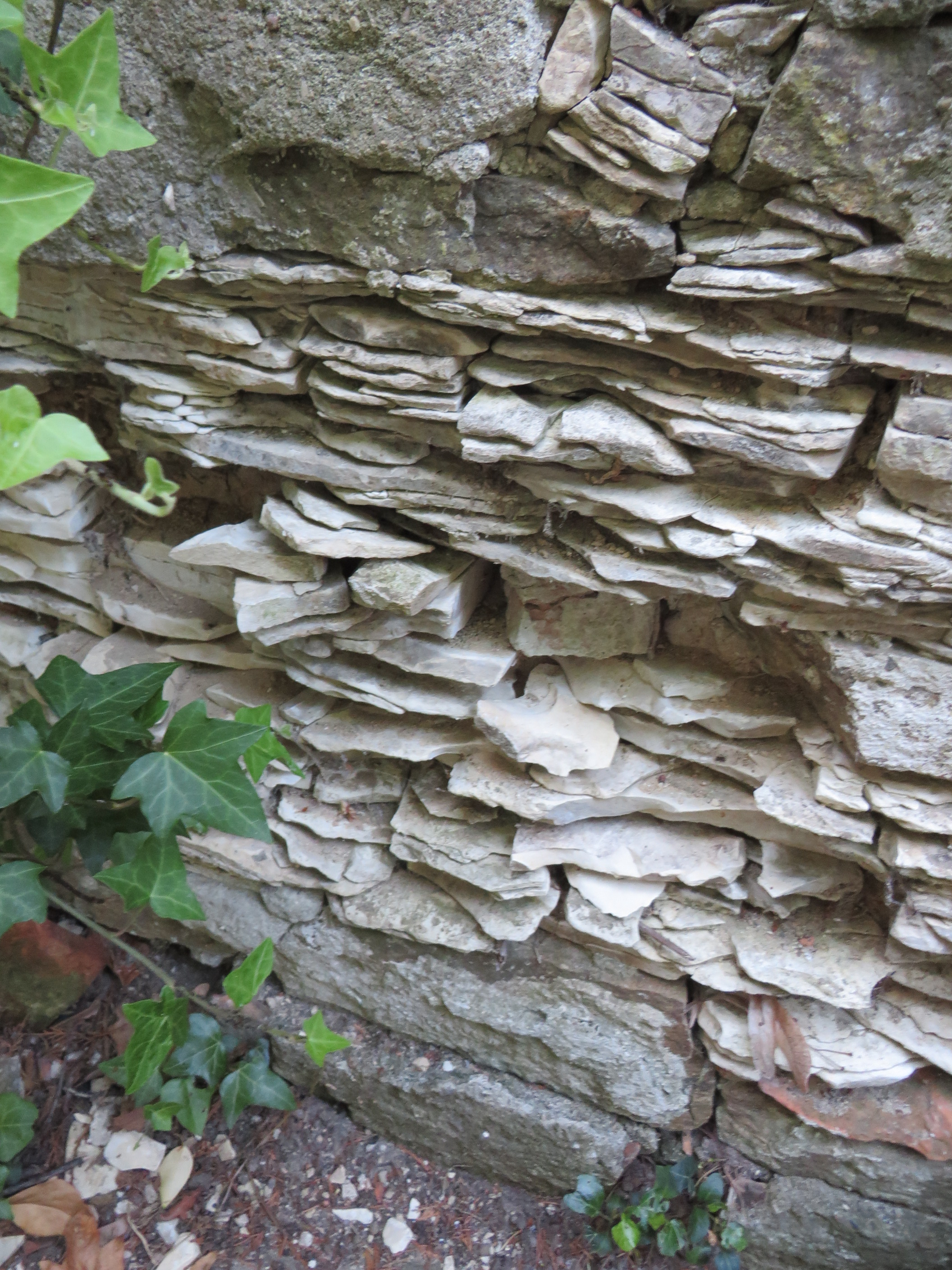
Detail poškozeného zdiva opěrné zdi
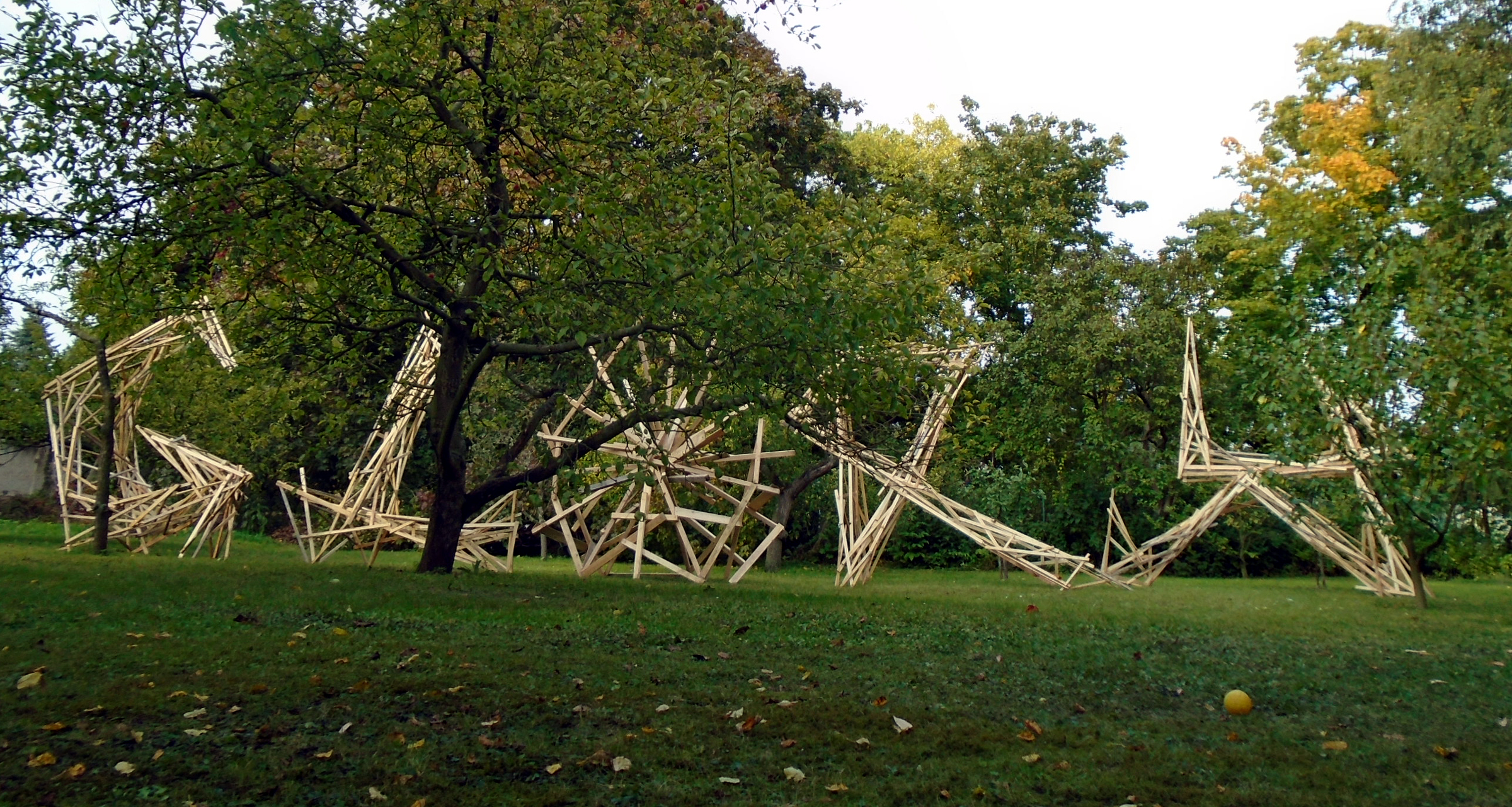
Prostorová instalace Lukáše Kladívka Glory